# Empresa de Desenvolvimento Urbano
A Empresa de Desenvolvimento Urbano (EDU) é uma empresa pública, organização da administração pública descentralizada (ou indireta) controlada pela prefeitura de Medellín. Possui patrimônio próprio e autonomia administrativa e financeira. Seu objetivo institucional é a gestão da operação urbana e imobiliária e o desenvolvimento, execução, assessoria e consultoria de planos, programas e projetos urbanos e imobiliários no âmbito municipal, departamental, nacional e internacional  .

## Histórico
A EDU nasceu da necessidade de Medellín de construir um espaço de cidade para recuperar seu centro histórico, que se encontrava abandonado. Idealizou-se um a construção de um parque público capaz de conjugar o verde das árvores com o cimento das edificações circundantes, a fim de oferecer um espaço cívico e cidadão capaz de mobilizar grandes volumes de pedestres, graças ao comercio. Com o objetivo de adiantar a construção do Parque de Santo Antonio, como ficou conhecido o espaço, a Conselho Legislativo de Medellín, e 1993, autorizou o governo municipal a criar a Empresa Municipal do Parque de Santo Antonio, com personalidade jurídica própria e autonomia administrativa e patrimonial.
Em 1996 a empresa transformou-se na Promotora Imobiliária de Medellín, que tinha o objetivo de promover projetos urbanísticos e imobiliários em zonas de renovação urbana da cidade. Em 2002, a empresa mudou para o nome atual: Empresa de Desenvolvimento Urbano, EDU. 
Em 2012 a prefeitura de Medellín reformou o estatuto da EDU, com o fim de dar maiores instrumentos de gestão urbana à empresa. A organização então passou a ter mais ferramentas em termos de gestão do solo e financiamento de projetos, como a criação de taxas sobre a valorização imobiliária, a criação de um banco imobiliário, elementos até então desconhecidos na execução de projetos imobiliários na Colômbia. Atualmente a organização é considerada uma peça chave da transformação urbanística e social de Medellín na última década.

## Escopo de atuação
- Gestor do solo, renovador e operador urbano e imobiliário

A EDU tem a missão de aplicar inúmeros instrumentos de gestão do solo, formular e coordenar o seu acompanhamento social, jurídico, técnico, urbanístico e imobiliário. Além de desenhar, promover, construir, vender, financiar, gerenciar e intervir em negócios urbanos. 
Como operadora urbana, a EDU também atua como banco imobiliário e de terras, desenvolve atuações urbanísticas de parcelamento, urbanização e edificação de imóveis. 
- Desenho, execução e inovação em projetos de transformação integral de habitações

A EDU está encarregada da execução de projetos urbanísticos e arquitetônicos derivados de políticas públicas municipais em matéria de planejamento. Nesse sentido, a EDU desenha projetos urbanísticos e de infraestrutura do espaço público e equipamentos, coordena a gestão social e a implementação de projetos de renovação, desenvolvimento urbano, expansão e qualificação integral, com padrões de sustentabilidade ambiental
- Assessoramento e consultoria para planos, programas e projetos urbanos e imobiliários

Para diversificar sua atuação econômica, a empresa também desenvolve o papel de assessora e consultora local, nacional e internacional para participar em projetos de renovação e inovação em espaços urbanos.